# Kocsis Ferenc (birkózó)
Kocsis Ferenc (Budapest, 1953, július 8. –) olimpiai bajnok birkózó, edző. Szabó Gabriella Európa-bajnok asztaliteniszező férje.

## Sportolói pályafutása
1966-tól a Kinizsi Húsos, 1971-től a Budapesti Honvéd, majd 1973-tól az Európa-bajnok Kiss Ferenc tanítványaként a Ganz-Mávag birkózója volt. Kötöttfogású birkózásban versenyzett. Az 1972-es junior Európa-bajnokságon negyedik volt. 1973-tól 1984-ig szerepelt a magyar válogatottban. Valamennyi eredményét a kötöttfogású birkózás 74 kg-os súlycsoportjában érte el. 1973-ban indult a vb-n és az Eb-n, de helyezetlen maradt. 1976-ban ötödik helyezett lett az Európa-bajnokságon. 1977-től súlycsoportjában a világ élvonalába tartozott. Pályafutása alatt egy olimpiai, három világbajnoki és négy Európa bajnoki érmet nyert. 1984-ben indult az Eb-n, de helyezetlen volt. Az aktív sportolástól 1984-ben vonult vissza.

### Sporteredményei
- olimpiai bajnok:
  - 1980, Moszkva
- világbajnok:
  - 1979, San Diego
- világbajnoki 2. helyezett:
  - 1978, Mexikóváros
- világbajnoki 3. helyezett:
  - 1977, Göteborg
- négyszeres Európa-bajnok:
  - 1978, Oslo
  - 1979, Bukarest
  - 1981, Göteborg
  - 1983, Budapest
- Európa-bajnoki 5. helyezett:
  - 1976, Leningrád:
- nyolcszoros magyar bajnok:
  - 1973, 1975–1981
- háromszoros magyar csapatbajnok:
  - 1972, 1973, 1978

## Edzői pályafutása
A Testnevelési Főiskolán 1986-ban birkózó szakedzői, 1991-ben birkózó mesteredzői oklevelet szerzett. Visszavonulása után a Budapesti Honvéd, 1988-tól az Újpesti Dózsa, illetve az UTE (Újpesti Torna Egylet), majd 1996-tól a Szegedi Birkózó Egylet vezetőedzője lett. Később a kecskeméti birkózók felkészülését irányította. 2009-ben a Ferencváros jégkorongozóinál tűnt fel, mint a fizikai felkészülést vezető szakember.
1991-től 1993-ig egyúttal a magyar kötöttfogású birkózóválogatott keretedzője volt. 1993-tól szakágvezető lett, de posztjáról a sikertelen szereplés után novemberben lemondott. 1995-ben a junior kötöttfogású válogatott szövetségi kapitánya volt. 1999-ben ismét a szövetségi kapitány segítője lett.
Tanítványai közül Farkas Péter olimpiai bajnok, kétszeres világbajnok, Európa-bajnok, Bódi Jenő Európa-bajnok és Majoros István Európa-bajnok, később olimpiai bajnok lett. 1991-ben az év magyar edzője szavazáson negyedik volt.

## Díjai, elismerései
- Az év magyar birkózója (1978, 1979, 1980, 1983)
- Mesteredző (1991)
- Magyar Köztársasági Arany Érdemkereszt (1992)
- A birkózó Hírességek csarnokának a tagja (kötöttfogás) (2013)[1]
- Prima díj (2017)[2]